# American Broadcasting-Paramount Theatres
American Broadcasting-Paramount Theatres , Inc. (originalmente United Paramount Theatres , más tarde American Broadcasting Companies y ABC Television ) fue la empresa matriz posterior a la fusión de American Broadcasting Company y United Paramount Theatres.

## Historia

### United Paramount Theatres
United Paramount Theatres, Inc. (UPT) se incorporó el 15 de noviembre de 1949, como una escisión de las operaciones de salas de cine de Paramount Pictures de conformidad con el fallo antimonopolio de la Corte Suprema en Estados Unidos contra Paramount Pictures, Inc. UPT se hizo cargo de las cadenas de teatro de Paramount, que incluía Balaban y Katz, un circuito con sede en Chicago que también incluía algunos intereses de radiodifusión. Se venderían 800 de los 1.450 teatros Paramount. Un fideicomisario designado por el tribunal controlaría las acciones de UPT durante cinco años para garantizar la propiedad separada de las dos empresas. Los accionistas de Paramount recibirían acciones de ambas empresas, con una disposición de conversión que permitiría a un accionista intercambiar sus acciones en una sucesora por las acciones de la otra empresa. Leonard Goldenson , que había encabezado la cadena de teatros desde 1938, permaneció como presidente de la UPT. Con la American Broadcasting Company (ABC) buscando ingresar a la televisión, UPT tenía el efectivo de los teatros vendidos y buscaba invertir ese dinero en otra parte, ya que estaba prohibido para la realización de películas. ABC también consideró International Telephone & Telegraph y General Tire , antes de aceptar la oferta de UPT.
En 1950, UPT adquirió 1/3 de las acciones de Microwave Associates, Inc., una empresa de consultoría e investigación sobre tecnología de ondas milimétricas.

#### American Broadcasting-Paramount Theatres
American Broadcasting-Paramount Theatres, Inc. (AB-PT) se convirtió en el nombre de United Paramount Theatres, Inc. el 9 de febrero de 1953 para reflejar su estado posterior a la fusión como empresa matriz de las empresas fusionadas, American Broadcasting Company y Teatros Paramount Unidos. La Comisión Federal de Comunicaciones aprobó la fusión ese mismo día. Leonard H. Goldenson continuó como presidente corporativo después de la fusión con el presidente de ABC, Robert E. Kintner.continúa como presidente de la división ABC. No se estableció una división de teatro general similar a la división ABC, ya que la empresa AB-PT se encargaría de la planificación y el desarrollo general del teatro. La división ABC estaba programada para mudarse del edificio RCA a 7 W. 66th Street, ciudad de Nueva York el 1 de abril. La FCC también aprobó la venta de WBKB (TV) en Chicago a CBS por $ 6 millones.

En 1954, AB-PT hizo un trato con Walt Disney para proporcionar capital para su parque de diversiones propuesto, Disneyland . Por $500.000 en efectivo y una garantía de $4,5 millones en préstamos bancarios, AB-PT adquirió una participación del 34,48% en Disneyland, Inc. y aseguró un acuerdo con Walt Disney Productions para proporcionar programas para la cadena ABC-TV. La subsidiaria de AB-PT, UPT Concessions, Inc. fue contratada para operar el Space Bar de Tomorrowland (nombre original Stratosnak) y varios otros puestos de concesión en Disneyland.
ABC-Paramount formó una división de registros en 1955, con Samuel H. Clark como su primer presidente. La empresa se incorporó el 14 de junio de 1955 como Am-Par Record Corporation .
En febrero de 1956, junto con Western Union , AB-PT acordó comprar una participación del 22% en Technical Operations, Inc., una empresa de nucleónica, investigación operativa, química y electrónica, con opciones para aumentar la participación al 25%. En una transacción relacionada, Western Union adquirió una participación de 1/3 en Microwave Associates, lo que le permitió a AB-PT comprar un sitio para una nueva planta. El 30 de diciembre de 1956, se formó una productora cinematográfica, American Broadcasting-Paramount Theatres Pictures , con Irving H. Levin como presidente.
| Circuito de teatros (en 1955) | Estado(s)                                                                        |
| ----------------------------- | -------------------------------------------------------------------------------- |
| Arizona Paramount             | Arizona                                                                          |
| Balaban and Katz              | Illinois                                                                         |
| Florida State                 | Florida                                                                          |
| Great States                  | Illinois, Indiana, Ohio                                                          |
| Minnesota Amusement           | Minnesota, Wisconsin, North & South Dakotas                                      |
| New England                   | Massachusetts, Maine, Vermont, New Hampshire, Connecticut, Rhode Island          |
| Northio                       | Ohio, Kentucky                                                                   |
| Paramount Gulf                | Louisiana, Mississippi, Alabama, Florida, Texas                                  |
| Penn Paramount                | Pennsylvania                                                                     |
| Tenarken Paramount            | Arkansas, Tennessee, Kentucky                                                    |
| Texas Consolidated            | Texas                                                                            |
| Tri-States                    | Iowa, Nebraska, Illinois, Missouri                                               |
| United Detroit                | Michigan                                                                         |
| Wilby-Kincey                  | Alabama, Georgia, Norte & Sur de Carolina, Tennessee, Virginia, Este de Virginia |

Para marzo de 1957, los circuitos de teatros de AB-PT habían vendido más teatros de los requeridos por el fallo judicial. En junio, AB-PT decidió vender 90 salas más debido a la disminución de los ingresos.

En 1957, Microwave Associates se convirtió en una corporación que cotiza en bolsa. El 1 de mayo de 1957, la American Broadcasting Company Radio Network se formó como una subsidiaria autónoma, con Robert E. Eastman como presidente.
AB-PT compró la atracción turística natural Weeki Wachee Springs en Florida en 1959. También en 1959, AB-PT adquirió el grupo editorial agrícola Prairie Farmer , incluida la estación de radio de Chicago WLS (AM) , que compartía una frecuencia con AB- Estación de PT WENR (desaparecida).

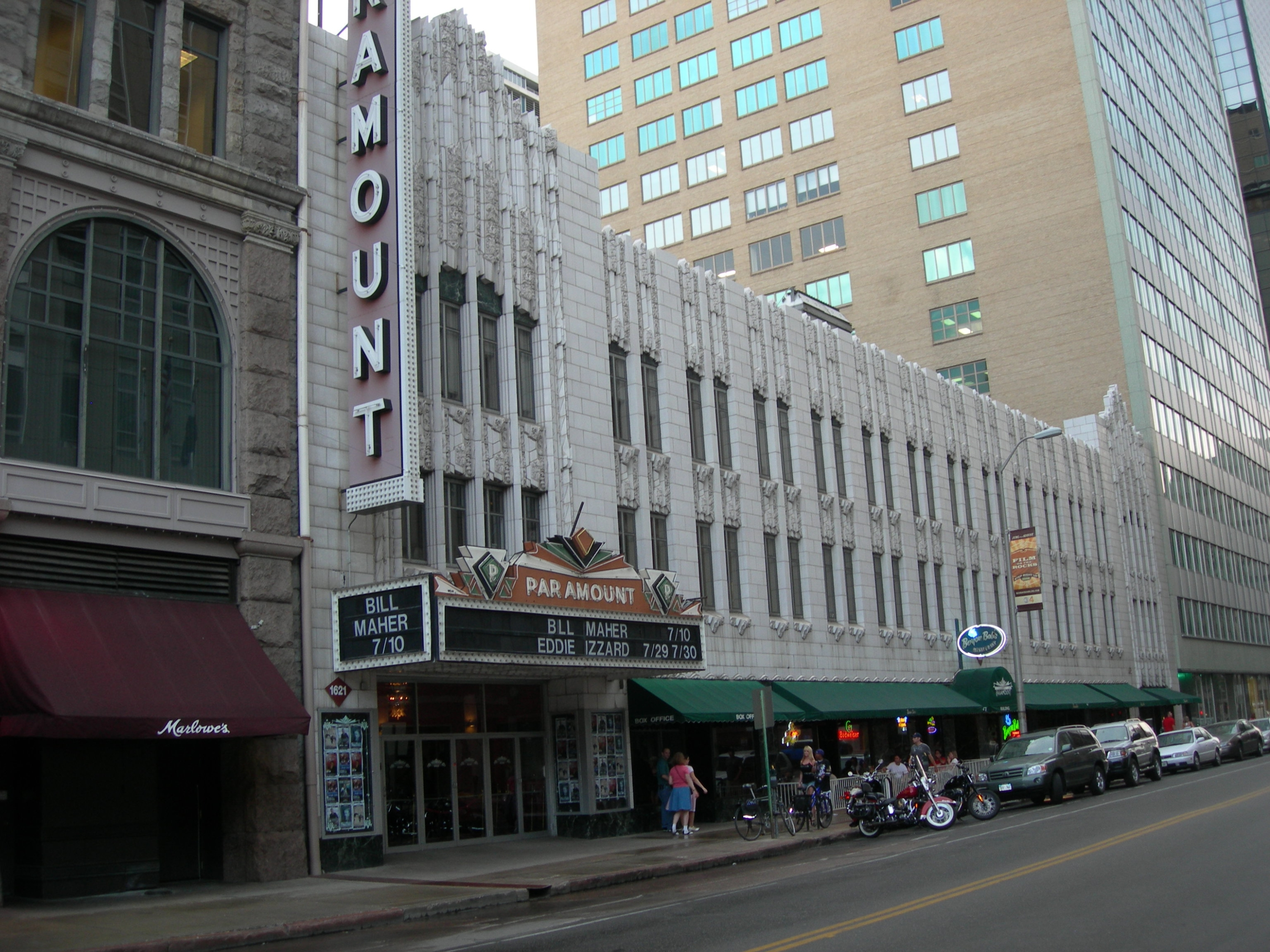
La sede del teatro de Paramount en Denver.

En 1960, Walt Disney Productions pagó 7,5 millones de dólares para recomprar la participación de AB-PT en Disneyland y obtener una liberación de su contrato con ABC-TV.  En 1962, AB-PT compró otra atracción natural de Florida, Silver Springs , y la colocó en la subsidiaria ABC Scenic & Wildlife Attractions de la compañía.

### American Broadcasting-Paramount Theatres, Inc.
American Broadcasting-Paramount Theatres, Inc. asumió el nombre de American Broadcasting Companies, Inc. el 2 de julio de 1965. ABCs fundó ABC Pictures en 1965 para producir largometrajes. En 1965, Clark fue nombrado vicepresidente de operaciones no relacionadas con la radiodifusión de American Broadcasting Companies, que supervisaba ABC-Paramount Records, la publicación de música ABC, las operaciones teatrales, ABC Pictures, ABC Amusement y otras operaciones. En abril de 1966, se compró Dunhill Records. American Broadcasting Companies se muda del edificio Paramount de la ciudad de Nueva York al edificio ABC en 1330 Avenue of the Americas, en 1965.  Su subsidiaria discográfica pasó a llamarse ABC Records en 1966.
El 7 de diciembre de 1965, Goldenson anunció una propuesta de fusión con ITT a la junta directiva de ABC. Las dos empresas acordaron el trato el 27 de abril de 1966. La FCC aprobó la fusión el 21 de diciembre de 1966 ; sin embargo, el día anterior (20 de diciembre), Donald F. Turner , jefe regulador antimonopolio del Departamento de Justicia de los Estados Unidos , expresó dudas relacionadas con temas como el mercado emergente de la televisión por cable, y preocupaciones sobre la integridad periodística de ABC y cómo podría verse influenciado por la propiedad extranjera de ITT.  La gerencia de ITT prometió que la compañía permitiría que ABC mantuviera la autonomía en el negocio editorial.  La fusión se suspendió y el Departamento de Justicia presentó una denuncia en julio de 1967 , y ITT fue a juicio en octubre de 1967 ; la fusión se canceló oficialmente después de la conclusión del juicio el 1 de enero de 1968.
En mayo de 1972 , ABCs formó ABC Leisure Group que constaba de sus teatros, operaciones de publicación agrícola (ABC Farm Publications) y música ( ABC Records ), Anchor Records y ABC Records and Tape Sales, además de una nueva división de tiendas de discos minoristas. En enero de 1973 , ABC Leisure Group inició ABC Retail Records Division fue iniciado por el presidente Al Franklin. Tres ubicaciones de Wide World of Music en Seattle y Providence se abrieron en julio de 1974 , cuando anunciaron la expansión para agregar 4 ubicaciones más.  En agosto de 1974, ABC Records había adquirido dos compañías discográficas adicionales.  Leisure Group I agregó ABC Leisure Magazines y ABC Entertainment Center, Center City en octubre de 1974.

Plitt Theatres compró el grupo de cines del norte de ABC Theatres, incluida la cadena Balaban & Katz en 1974. Una segunda corporación de Plitt, Plitt Theatres Holding, compró el circuito sur de ABC en 1978 por $ 49 millones.
El presidente de ABC Scenic & Wildlife Attractions, John Campbell, anunció el 27 de abril de 1973 sus planes para desarrollar su tercera reserva de vida silvestre en 280 acres en el condado de Prince George, Maryland , a 12 millas de Washington D. C. El 15 de julio de 1974, The Wildlife Preserve abrió en el condado de Prince George.  En octubre de 1974, ABC Leisure Group II fue formado por ABC, compuesto por ABC Theatres (267 ubicaciones), ABC Scenic & Wildlife Attractions, Town of Smithville, NJ recreó un asentamiento histórico y Silver Springs Bottled Water Co., bajo la presidencia Walter Schwartz.
ABC Motion Pictures era una subsidiaria cinematográfica de ABC, formada en mayo de 1979.
Una división de cable se inició en julio de 1979  que se incorporó como ABC Video Enterprises, Inc. (AVE) el 25 de marzo de 1980. La compañía también se duplicó como una división de video doméstico de ABC. ABC anunció que ARTS en diciembre de 1980 se lanzaría el 5 de abril de 1981, compartiendo el canal de Nickelodeon por la noche. ABC y Hearst Corporation en enero de 1981 formaron una empresa conjunta, Hearst/ABC Video Services, para proporcionar programación de Lifetime Entertainment Services , una red de mujeres, ese mismo año. Con Group W Satellite Communications, ABC Video Enterprises formó el Satellite News Channel en 1981 solo para venderlo un año después a Turner Broadcasting, propietaria de CNN . Cox Cable y AVE formaron FirstTicket en 1983, para probar el mercado de eventos deportivos de pago por visión. AVE y ESPN lanzaron Reserve Seat Video Productions, un productor de deportes de pago por evento, en 1983.

En 1984, ABC Scenic & Wildlife Attractions vendió ambas ubicaciones de Florida a Florida Leisure Attractions.In 1984, ABC Scenic & Wildlife Attractions sold both Florida locations to Florida Leisure Attractions.  En 1984, Hearst/ABC-Viacom Entertainment Services (HAVES) se formó a partir de la fusión de Daytime (BETA) y Lifetime Medical Television para iniciar y operar un nuevo canal de cable, Lifetime Television.

Capital Cities anunció la compra de ABC por 3.500 millones de dólares el 18 de marzo de 1985, sorprendiendo a la industria de los medios, ya que ABC era unas cuatro veces más grande que Capital Cities en ese momento. El presidente de Berkshire Hathaway , Warren Buffett , ayudó a financiar el acuerdo a cambio de una participación del 25 por ciento en la compañía combinada.

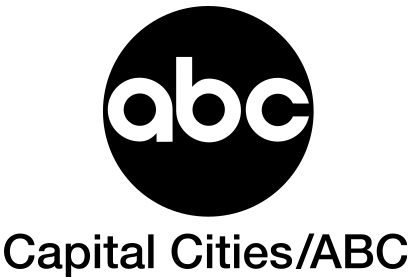
Capital Cities/ABC logo

En octubre de 1985, se cerró ABC Motion Pictures.

### ABC Television, Inc.
American Broadcasting Companies asumió el nombre de ABC Television, Inc. el 8 de julio de 1986 en la misma fecha se formó una segunda corporación con el nombre de American Broadcasting Companies, Inc.
ABC Television, Inc. se disolvió el 24 de julio de 1989.